# Konevka
Konevka (en rus: Коневка) és un poble de l'óblast de Saràtov, a Rússia, segons el cens del 2010 tenia 4 habitants. Pertany al districte municipal de Petrovsk.